# Hallelujah (film)
Hallelujah er en amerikansk romantisk dramafilm fra 1929, instrueret af King Vidor og udgivet af Metro-Goldwyn-Mayer.
Filmen havde Daniel L. Haynes og Nina Mae McKinney i hovedrollerne. Hallelujah var en af de første film, fra et stort studio, hvor alle de medvirkende var afroamerikanere.
Hallelujah var King Vidors første tonefilm. Vidor blev nomineret til en Oscar for bedste instruktør.

## Eksterne Henvisninger
- Hallelujah! på Internet Movie Database (engelsk)
- Hallelujah! på Filmdatabasen
- Hallelujah! i Svensk Filmdatabas (svensk)
- Hallelujah! på AlloCiné (fransk)
- Hallelujah! på MovieMeter (nederlandsk)
- Hallelujah! på AllMovie (engelsk)
- Hallelujah! hos American Film Institute (engelsk)
- Hallelujah!'s profil hos Encyclopædia Britannica Online (engelsk)
- Hallelujah! på Turner Classic Movies (engelsk)
- Hallelujah! på The Movie Database (engelsk)